# Формула Герона

Трикутник із сторонами a, b й c.

Фо́рмула Геро́на дозволяє визначити площу трикутника {\displaystyle S} за даними довжинами його сторін {\displaystyle a}, {\displaystyle b} і {\displaystyle c}.
| {\displaystyle S={\sqrt {p(p-a)(p-b)(p-c)}}}, де {\displaystyle p={\frac {a+b+c}{2}}\,} — половина периметру трикутника або півпериметр. |

Також, розписуючи вираз під коренем і використовуючи формули для квадрата двочлена і різниці квадратів, можна одержати еквівалентні варіанти формули:
{\displaystyle S={\frac {1}{4}}{\sqrt {(a+b+c)(-a+b+c)(a-b+c)(a+b-c)}}}
{\displaystyle S={\frac {1}{4}}{\sqrt {2(a^{2}b^{2}+a^{2}c^{2}+b^{2}c^{2})-(a^{4}+b^{4}+c^{4})}}}
{\displaystyle S={\frac {1}{4}}{\sqrt {(a^{2}+b^{2}+c^{2})^{2}-2(a^{4}+b^{4}+c^{4})}}}
{\displaystyle S={\frac {1}{4}}{\sqrt {4(a^{2}b^{2}+a^{2}c^{2}+b^{2}c^{2})-(a^{2}+b^{2}+c^{2})^{2}}}}
{\displaystyle S={\frac {1}{4}}{\sqrt {4a^{2}b^{2}-(a^{2}+b^{2}-c^{2})^{2}}}.}

## Доведення (тригонометричне)
Візьмемо широко відому формулу обчислення площі трикутника: {\displaystyle S={1 \over 2}ab\cdot \sin {\gamma }}, де {\displaystyle \ \gamma } — кут трикутника, що лежить навпроти сторони {\displaystyle c}.
Згідно з теоремою косинусів {\displaystyle c^{2}=a^{2}+b^{2}-2ab\cdot \cos \gamma }. Звідси {\displaystyle \cos \gamma ={a^{2}+b^{2}-c^{2} \over 2ab}}.
Тому {\displaystyle \ \sin ^{2}\gamma =1-\cos ^{2}\gamma =(1-\cos \gamma )(1+\cos \gamma )=}

{\displaystyle ={{2ab-a^{2}-b^{2}+c^{2}} \over 2ab}\cdot {{2ab+a^{2}+b^{2}-c^{2}} \over 2ab}={{c^{2}-(a-b)^{2}} \over 2ab}\cdot {{(a+b)^{2}-c^{2}} \over 2ab}=}
{\displaystyle ={1 \over 4a^{2}b^{2}}(c-a+b)(c+a-b)(a+b-c)(a+b+c)}.
Оскільки справедливі рівності {\displaystyle a+b+c=2p}, {\displaystyle a+b-c=2p-2c}, {\displaystyle a+c-b=2p-2b}, {\displaystyle c-a+b=2p-2a}, отримуємо, що
{\displaystyle \sin \gamma ={2 \over ab}{\sqrt {p(p-a)(p-b)(p-c)}}.}
Таким чином, {\displaystyle S={1 \over 2}ab\sin \gamma ={\sqrt {p(p-a)(p-b)(p-c)}}}.

## Доведення (геометричне)
Нехай дано трикутник {\displaystyle ABC}, {\displaystyle w_{1}} та {\displaystyle w_{2}} — вписане та зовнівписане (яке дотикається до сторони {\displaystyle BC}) коло відповідно, {\displaystyle I} — центр вписаного кола {\displaystyle w_{1}} (інцентр, точка перетину бісектрис), {\displaystyle I_{a}} — центр зовнівписаного кола {\displaystyle w_{2}} (точка перетину внутрішньої та двох зовнішніх бісектрис).
Нехай {\displaystyle K} — точка дотику вписаного кола до сторони {\displaystyle AB}, а {\displaystyle T} — точка дотику зовнівписаного кола до продовження сторони {\displaystyle AB}. Тоді {\displaystyle IK=r} — радіус вписаного кола {\displaystyle w_{1}}, {\displaystyle I_{a}T=r_{a}} — радіус зовнівписаного кола {\displaystyle w_{2}}, і нехай {\displaystyle p={\frac {a+b+c}{2}}} — півпериметр трикутника {\displaystyle ABC}..
З властивостей вписаного та зовнівписаних кіл відомо, що {\displaystyle AK=p-a}, {\displaystyle KB=p-b}, {\displaystyle BT=p-c}, a {\displaystyle AT=p}, причому {\displaystyle IK\perp AB} та {\displaystyle I_{a}T\perp AB}.
Звідси маємо, що трикутники {\displaystyle AIK} та {\displaystyle AI_{a}T} подібні (як прямокутні трикутники зі спільним гострим кутом {\displaystyle \angle IAK}). Тому {\displaystyle {\frac {AK}{AT}}={\frac {IK}{I_{a}T}}}, тобто {\displaystyle {\frac {p-a}{p}}={\frac {r}{r_{a}}}}. Звідси {\displaystyle r_{a}(p-a)=pr=S}.
Знайдемо кут {\displaystyle \angle BI_{a}T}. Оскільки {\displaystyle \bigtriangleup BI_{a}T} — прямокутний, то {\displaystyle \angle BI_{a}T=90^{\circ }-\angle I_{a}BT}. За побудовою {\displaystyle BI_{a}} — бісектриса кута {\displaystyle \angle CBT=180^{\circ }-\angle B} (як зовнішній кут), а тому {\displaystyle \angle I_{a}BT={\frac {\angle CBT}{2}}={\frac {180^{\circ }-\angle B}{2}}=90^{\circ }-{\frac {\angle B}{2}}}. Звідси {\displaystyle \angle BI_{a}T={\frac {\angle B}{2}}}.
Але також {\displaystyle \angle IBK={\frac {\angle B}{2}}}, оскільки {\displaystyle BI} — бісектриса кута {\displaystyle \angle B}. Отримали, що трикутники {\displaystyle BI_{a}T} та {\displaystyle IBK} подібні (як прямокутні за рівними гострими кутами). Тому {\displaystyle {\frac {I_{a}T}{BK}}={\frac {BT}{IK}}}, тобто {\displaystyle {\frac {r_{a}}{p-b}}={\frac {p-c}{r}}}. Звідси {\displaystyle r_{a}r=(p-b)(p-c)}.
З рівностей {\displaystyle r_{a}(p-a)=pr=S} одержимо, що {\displaystyle S^{2}=p(p-a)r_{a}r}. Замінивши {\displaystyle r_{a}r} по вище доведеній формулі {\displaystyle r_{a}r=(p-b)(p-c)}, одержимо остаточно {\displaystyle S^{2}=p(p-a)(p-b)(p-c)}, або, що те саме, {\displaystyle S={\sqrt {p(p-a)(p-b)(p-c)}}}.

## Варіації й узагальнення
- Формулу Герона можна записати за допомогою визначника у вигляді[1]:
{\displaystyle -16S^{2}={\begin{vmatrix}0&a^{2}&b^{2}&1\\a^{2}&0&c^{2}&1\\b^{2}&c^{2}&0&1\\1&1&1&0\end{vmatrix}}={\begin{vmatrix}a&b&c&0\\b&a&0&c\\c&0&a&b\\0&c&b&a\end{vmatrix}}}

Перший визначник останньої формули є окремим випадком визначника Келі — Менгера для обчислення гіпероб'єму симплекса.
- Низка формул для площі трикутника подібні за структурою до формули Герона, але виражається через інші параметри трикутника. Наприклад, через довжини медіан {\displaystyle m_{a}}, {\displaystyle m_{b}} и {\displaystyle m_{c}} і їх півсуму {\displaystyle \sigma =(m_{a}+m_{b}+m_{c})/2}[2]:

{\displaystyle S={\frac {4}{3}}{\sqrt {\sigma (\sigma -m_{a})(\sigma -m_{b})(\sigma -m_{c})}}};
через довжини висот {\displaystyle h_{a}}, {\displaystyle h_{b}} и {\displaystyle h_{c}} і півсуму їх обернених величин {\displaystyle H=(h_{a}^{-1}+h_{b}^{-1}+h_{c}^{-1})/2}:
{\displaystyle S^{-1}=4{\sqrt {H(H-h_{a}^{-1})(H-h_{b}^{-1})(H-h_{c}^{-1})}}};
через кут трикутника {\displaystyle \alpha }, {\displaystyle \beta } і {\displaystyle \gamma }, півсуму їх синусів {\displaystyle s=(\sin \alpha +\sin \beta +\sin \gamma )/2} і діаметр описаного кола {\displaystyle D={\tfrac {a}{\sin \alpha }}={\tfrac {b}{\sin \beta }}={\tfrac {c}{\sin \gamma }}}:
{\displaystyle S=D^{2}{\sqrt {s(s-\sin \alpha )(s-\sin \beta )(s-\sin \gamma )}}.}

### Формула Герона— Тартальї
Для тетраедрів існує формула Герона — Тартальї, узагальнена також на випадок інших багатогранників (згинаний многогранник): якщо в тетраедра довжини ребер рівні {\displaystyle l_{1},l_{2},l_{3},l_{4},l_{5},l_{6}}, то для його об'єму {\displaystyle V} істинний вираз:
{\displaystyle {\begin{aligned}144V^{2}=\;\;&l_{1}^{2}l_{5}^{2}(l_{2}^{2}+l_{3}^{2}+l_{4}^{2}+l_{6}^{2}-l_{1}^{2}-l_{5}^{2})\\+&l_{2}^{2}l_{6}^{2}(l_{1}^{2}+l_{3}^{2}+l_{4}^{2}+l_{5}^{2}-l_{2}^{2}-l_{6}^{2})\\+&l_{3}^{2}l_{4}^{2}(l_{1}^{2}+l_{2}^{2}+l_{5}^{2}+l_{6}^{2}-l_{3}^{2}-l_{4}^{2})\\-&l_{1}^{2}l_{2}^{2}l_{4}^{2}-l_{2}^{2}l_{3}^{2}l_{5}^{2}-l_{1}^{2}l_{3}^{2}l_{6}^{2}-l_{4}^{2}l_{5}^{2}l_{6}^{2}\end{aligned}}}.
Формулу Герона — Тартальї можна виписати для тетраедра в явному вигляді: якщо {\displaystyle U}, {\displaystyle V}, {\displaystyle W}, {\displaystyle u}, {\displaystyle v}, {\displaystyle w} — довжини ребер тетраедра (перші три з них утворюють трикутник; і, наприклад, ребро {\displaystyle u} протлежне ребру {\displaystyle U} і так далі), то справедливі формули:
{\displaystyle {\text{V}}={\frac {\sqrt {\,(-a+b+c+d)\,(a-b+c+d)\,(a+b-c+d)\,(a+b+c-d)}}{192\,u\,v\,w}}}
де:
{\displaystyle {\begin{aligned}a&={\sqrt {xYZ}}\\b&={\sqrt {yZX}}\\c&={\sqrt {zXY}}\\d&={\sqrt {xyz}}\\X&=(w-U+v)\,(U+v+w)\\x&=(U-v+w)\,(v-w+U)\\Y&=(u-V+w)\,(V+w+u)\\y&=(V-w+u)\,(w-u+V)\\Z&=(v-W+u)\,(W+u+v)\\z&=(W-u+v)\,(u-v+W)\end{aligned}}}.

### Теорема Люїльє
За теоремою Люїльє площа сферичного трикутника виражається через його сторони {\displaystyle \theta _{a}={\frac {a}{R}},\theta _{b}={\frac {b}{R}},\theta _{c}={\frac {c}{R}}} как:
{\displaystyle S=4R^{2}\,\operatorname {arctg} {\sqrt {\operatorname {tg} \left({\frac {\theta _{s}}{2}}\right)\operatorname {tg} \left({\frac {\theta _{s}-\theta _{a}}{2}}\right)\operatorname {tg} \left({\frac {\theta _{s}-\theta _{b}}{2}}\right)\operatorname {tg} \left({\frac {\theta _{s}-\theta _{c}}{2}}\right)}}},
де {\displaystyle \theta _{s}={\frac {\theta _{a}+\theta _{b}+\theta _{c}}{2}}} — півпериметр.

### Формула Брамагупти
Формула Брамагупти є узагальненням формули Герона для площі трикутника. А саме, площа S вписаного у коло чотирикутника зі сторонами a, b, c, d і півпериметр p дорівнює
{\displaystyle S={\sqrt {(p-a)(p-b)(p-c)(p-d)}}.}
У цьому випадку трикутник виявляється граничним випадком уписаного чотирикутника при прямуванні довжини однієї зі сторін до нуля. Та ж формула Брахмагупти через визначник:
{\displaystyle S={\frac {1}{4}}{\sqrt {-{\begin{vmatrix}a&b&c&-d\\b&a&-d&c\\c&-d&a&b\\-d&c&b&a\end{vmatrix}}}}}